# Honda CX 400-serie

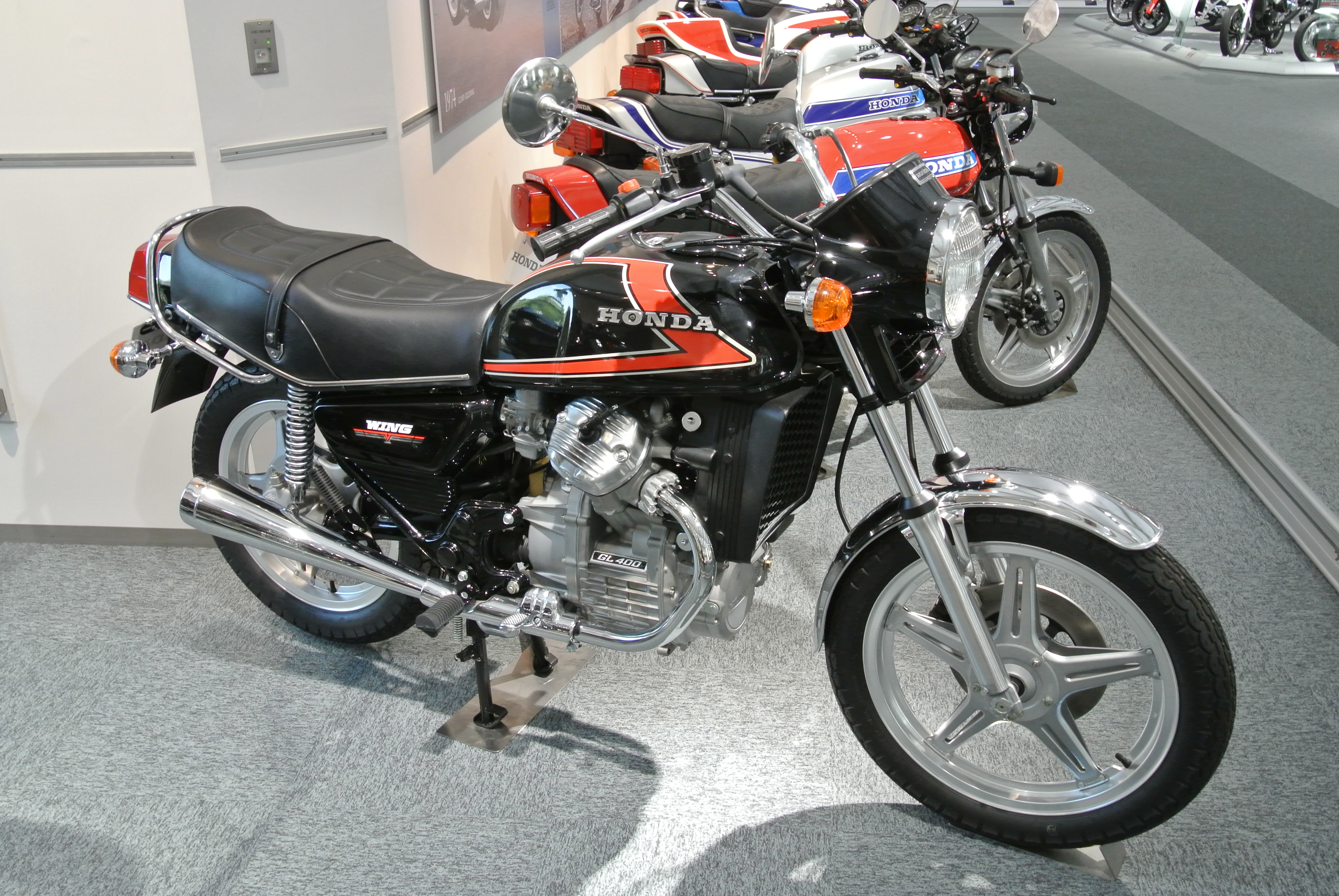
Honda Wing 400

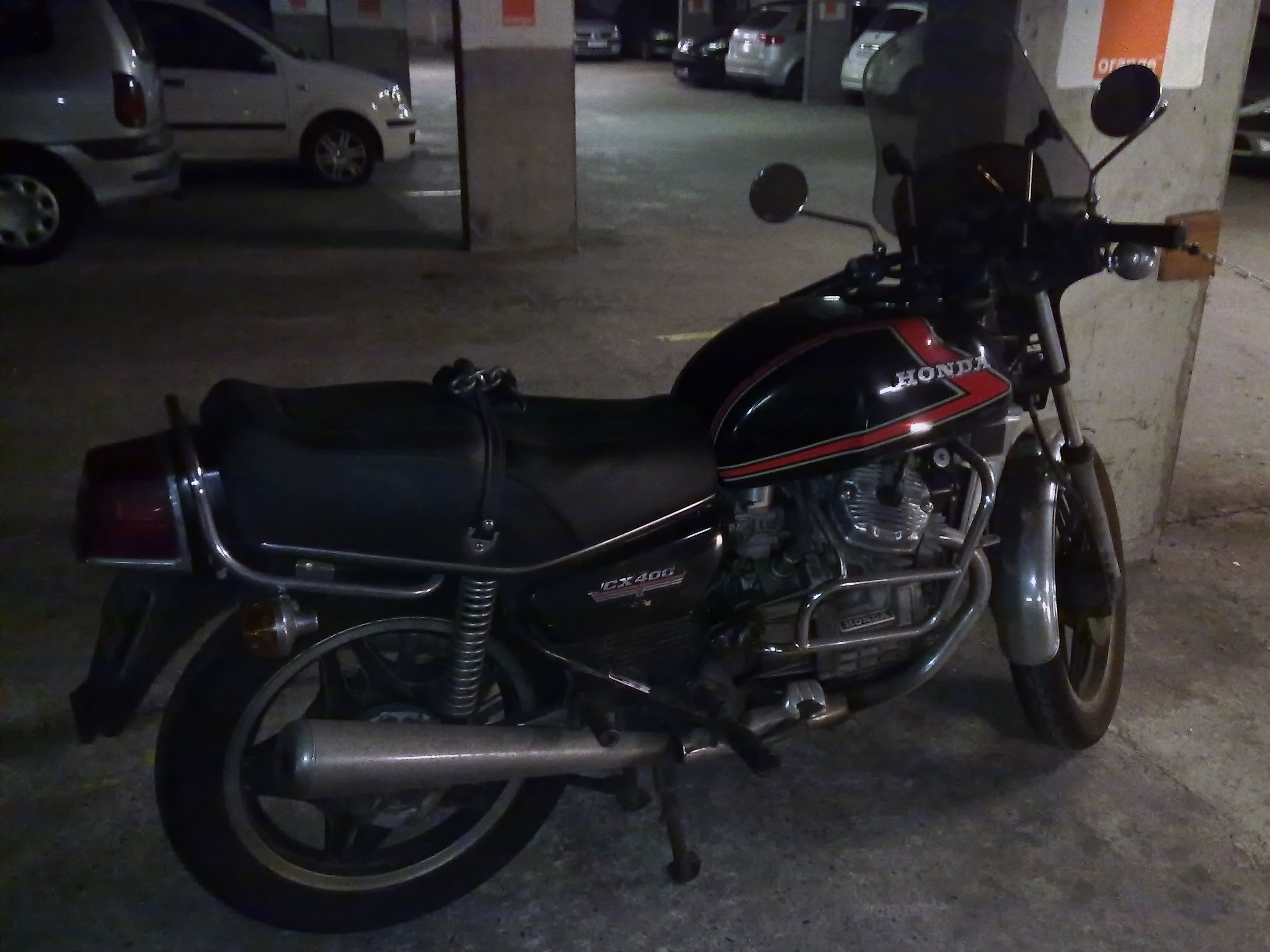
De Honda CX 400 had de nieuwe comstarvelgen die de Honda CX 500 B ook had

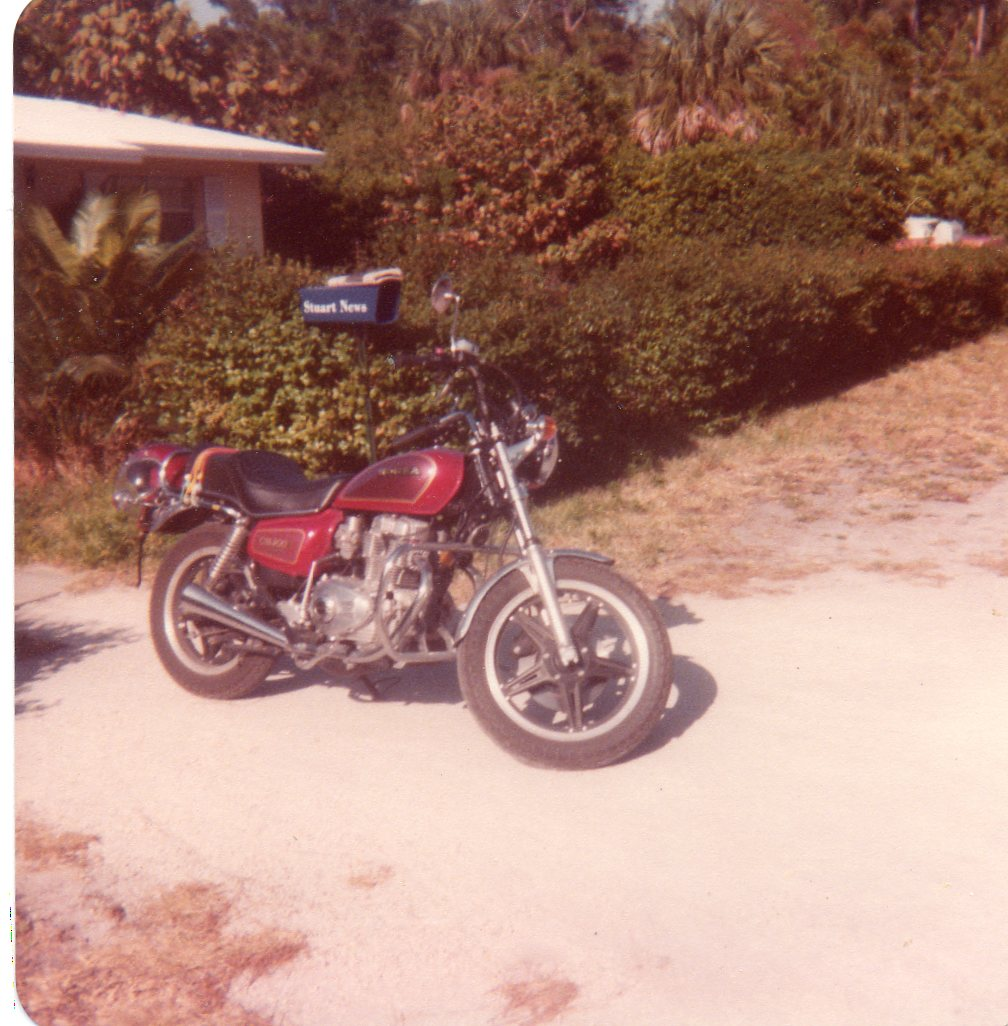
Honda CX 400 C

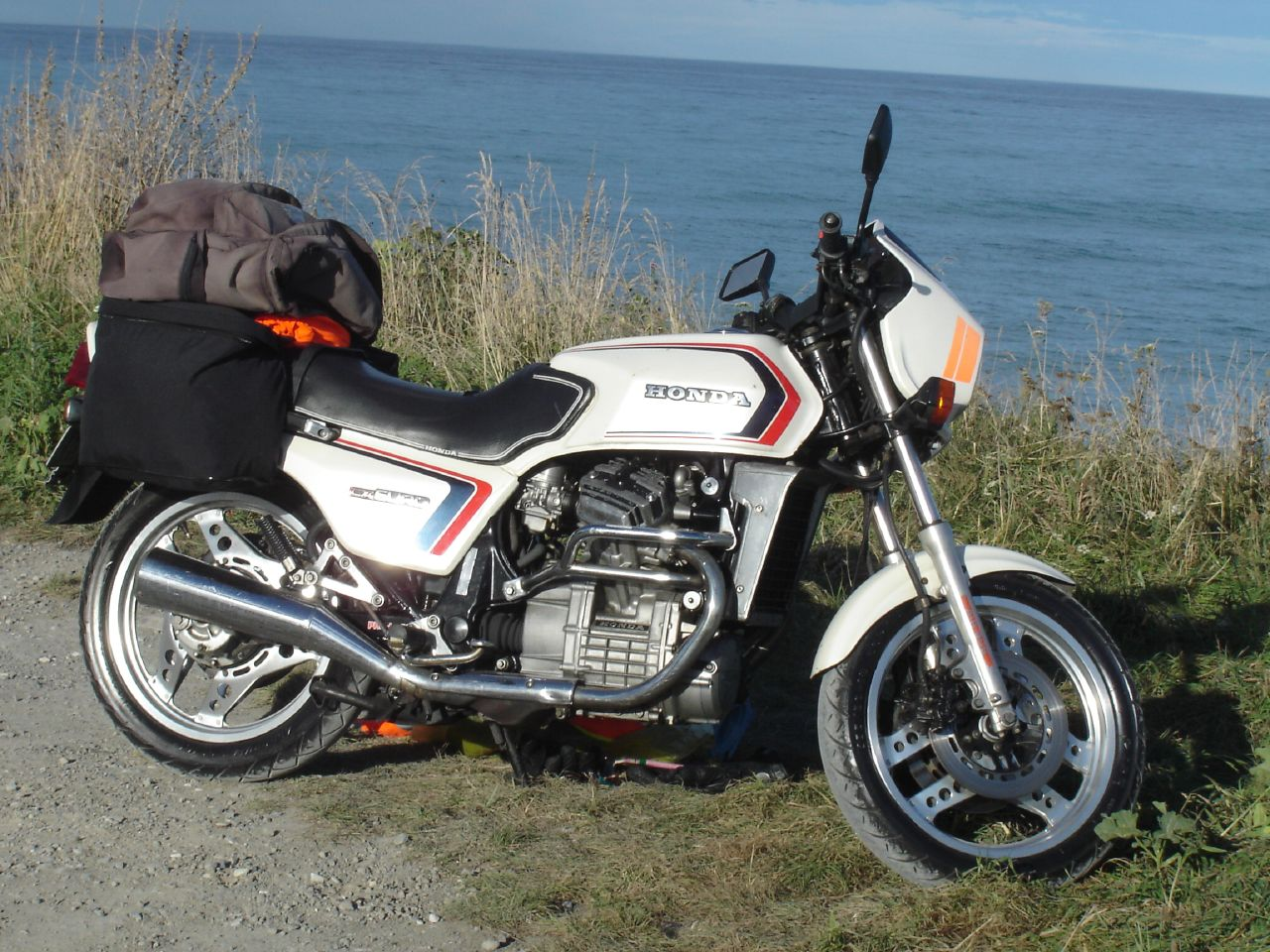
Honda CX 400 Euro

De Honda CX 400-serie is een serie motorfietsen die Honda vooral voor de Japanse markt produceerde. De CX 400-serie stamde af van de CX 500-serie, maar de cilinderinhoud was teruggebracht naar 397 cc omdat er in Japan een aparte rijbewijscategorie bestond voor motorfietsen groter dan 50- en kleiner dan 400 cc. De maximumsnelheid in Japan was indertijd 80 km/uur en al deze 400cc-modellen waren teruggegeared naar deze snelheid.

## Honda CX 400

### Motor
Bij de constructie van de motor week Honda ver af van de gebaande paden. Een langsgeplaatste V-twin kende Moto Guzzi weliswaar ook, maar de Honda-motor was vloeistofgekoeld en de blokhoek bedroeg slechts 80°. De cilinders waren naar 22° buiten gedraaid, wat als voordelen had dat de uitlaatbochten langs de radiateur liepen en dat de carburateurs onder de tank zaten, zonder de scheenbenen van de berijder te hinderen. Het nadeel van die verdraaiing van de cilinders was dat de aandrijving van een bovenliggende nokkenas niet door een ketting of riem kon geschieden. Honda koos dan ook voor een morseketting-aangedreven hoogliggende nokkenas, waarbij de vier kleppen per cilinder door korte stoterstangen en tuimelaars aangestuurd werden. Honda had de motor op 399 cc kunnen brengen door alleen de boring terug te brengen van 78 naar 69,9 mm, maar had daar niet voor gekozen. De boring bedroeg 73 mm en de slag was van 52 naar 47,4 mm gegaan, waardoor de cilinderinhoud op 396,8 cc kwam. Aan de voorkant van de nokkenas zat de ventilatoraandrijving, aan de achterkant zat de koelvloeistofpomp. In tegenstelling tot andere langsgeplaatste motoren zat de dynamo niet aan de voorkant, maar aan de achterkant van de krukas. Aan de voorkant zat het aandrijftandwiel voor de koppeling en een klein tandwieltje dat via een ketting de oliepomp aandreef.

### Aandrijving
Ook de aandrijving van de CX 400 was bijzonder. De versnellingsbak lag niet - zoals gebruikelijk - achter de motor, maar rechts onder de krukas. Aan de voorkant van de krukas zat een klein tandwiel, dat in een verhouding van 2,242:1 een tandwiel van de meervoudige natte platenkoppeling aandreef. Die koppeling zat in een uitstulping aan de voorkant van de motor en door de grote vertraging draaide ze samen met alle verdere onderdelen erg langzaam. Dat maakte een zeer soepel schakelende versnellingsbak mogelijk, wat bij cardanaangedreven motorfietsen ongebruikelijk was. De hele versnellingsbak lag onder de krukas, waardoor het motorblok erg compact bleef. Op het einde van de hoofdas zat een transmissiedemper. Doordat zowel de koppeling als de hoofdas van de versnellingsbak tegengesteld aan de draairichting van de krukas in draaiden, werd het kantelmoment van de krukas grotendeels geëlimineerd.

### Rijwielgedeelte
De CX 400 kreeg een brugframe met een grote bovenbuis die vanaf het balhoofd bovenlangs de motor liep en met een bocht achter het blok naar beneden ging. Het achterframe was dubbel uitgevoerd en sloot boven de tank op het hoofdframe aan, maar ook aan de onderkant waar de schetsplaten voor de bevestiging van het motorblok zaten. Bij het balhoofd zaten ook twee schetsplaten waar de bovenkant van het blok bevestigd was. Voor zat een telescoopvork, achter een swingarm met twee FVQ-veer/demperelementen. De wielen waren van het comstartype, de eerste uitvoering met "bolle", stalen spaken. In het voorwiel zaten twee schijfremmen, achter een enkele trommelrem. De comstarvelgen waren geschikt voor tubelessbanden, maar tot voor kort konden Japanse merken die nog niet leveren. Honda leverde de CX 400 nu echter met tubelessbanden zowel van Yokohama als van Bridgestone.

### Stylingkenmerken
Terwijl Japanse fabrikanten eind jaren zeventig het verwijt kregen dat hun motorfietsen nogal op elkaar leken, week het ontwerp van de Honda CX 400/CX 500 helemaal af. Dat begon bij de constructie van het frame zelf, dat vanaf het balhoofd onder de tank doorliep en pas achter het luchtfilterhuis en de zijdeksels een scherpe bocht naar beneden maakte. De koplamp zat in een kunststof omhulsel, dat aan de onderkant enkele centimeters doorliep en aan de bovenkant het instrumentenpaneel omhulde en dat veel aspirantkopers nogal lelijk vonden. Honda leverde als accessoire een klein ruitje, dat nauwelijks hoger was dan de tellereenheid. In latere jaren werd dat ruitje standaard gemonteerd. De tank liep aan de voorkant schuin omhoog en had een scherpe, naar voren wijzende bies. Het duozadel sloot op de tank aan en was licht getrapt. De onderkant van het zadel maakte een hoek naar beneden, die uitsluitend bedoeld was om de lijnen van de machine te veranderen. De CX 400 had een bijzonder groot achterlicht dat ook vanaf de zijkanten goed zichtbaar was.

### 1978-1979, Wing 400 (GL 400 Wing)
Afgaande op bestaande foto's kwam de CX 400 in 1978 op de markt als "Wing 400", uiterlijk identiek aan de Honda CX 500 A. De CX 400 werd in 1978 en 1979 geleverd in Helios Red, Candy Sapphire Blue, Candy Presto Red en zwart. De tankbies was bij de Candy Presto Red en de zwarte machines rood met een dunne, witte omlijning. Bij de blauwe versie was ze blauw met een dunne, witte omlijning, bij de Helios Red versie was ze zwart met een dunne, witte omlijning.

### 1980-1984, CX 400
Afgaande op bestaande foto's kreeg de machine vanaf 1980 de naam "CX 400" en was ze identiek aan de Honda CX 500 B. De motor was verbeterd, onder meer bij de nokkenaskettingspanner en de krukas. De kleuren werden zwart, Candy Burgundy Red, en Candy Radiant Blue en de comstarvelgen werden vernieuwd. Ze waren nu zwart met opengewerkte spaken. Het plastic ruitje dat aanvankelijk als accessoire leverbaar was, was nu standaard gemonteerd en rond de radiateur verscheen een aluminium rand.

## 1979-1983, CX 400 C (GL 400 C)
In het najaar van 1979 verscheen de CX 400 C, waarmee Honda inspeelde op de ontstane customrage. De CX 400 C werd geleverd in meer gedistingeerde kleuren, zoals Candy Plum Red, Candy Universal Blue, zwart en vanaf 1981 ook Candy Bourgogne Red met Red Brown Metallic en Cosmo Black Metallic met Blue Metallic. De CX 400 C kreeg een kleine, druppelvormige 11 liter tank, een hoog en breed stuur en een 16 inch achtervelg, waardoor een zeer bolle 130/90 band gemonteerd kon worden die de machine een bullig customuiterlijk gaf. Ook het King & Queen-zadel droeg daaraan bij. De actieradius was klein, want van de 11 liters benzine waren er 3 reserve, waardoor men na 120 km al een benzinepomp moest gaan zoeken.

## 1982-1984, CX 400 Euro
Het laatste model van de CX 400-serie was het sportmodel, dat de naam CX 400 Euro kreeg. Het moedermodel Honda CX 500 E was dan ook speciaal voor de Europese markt ontworpen en de CX 400 Euro kreeg hetzelfde uiterlijk. Het ontwerp week sterk af van de normale CX 400, maar had - afgezien van de stroomlijnkuip - wel kenmerken van de CX 500 Turbo. De CX 400 E kreeg dezelfde comstarwielen met grote gaten in de spaken, maar ze waren zilverkleurig in plaats van goudkleurig. Ook de zijdeksels leken op die van de TC, maar het zadel liep ver door naast de flanken van de benzinetank en de CX 400 E had een klein stuurkuipje. De uitlaten waren licht omhooggebogen. De machine had een "halve" anti-duik-voorvork, waarbij het anti-duiksysteem op slechts één vorkpoot werkte en de trommelrem achter was vervangen door een schijfrem.

## Technische gegevens
| Honda                  | Wing 400                                 | CX 400                                   |                                          | CX 400 C                                 |                                          | CX 400 Euro                              |
| ---------------------- | ---------------------------------------- | ---------------------------------------- | ---------------------------------------- | ---------------------------------------- | ---------------------------------------- | ---------------------------------------- |
| Periode                | 1978-1979                                | 1980-1984                                |                                          | 1979-1983                                |                                          | 1982-1984                                |
| Categorie              | Toermotor                                | Toermotor                                |                                          | Custom                                   |                                          | Sportmotor                               |
| Motortype              | OHV 4 kleppen/cilinder                   | OHV 4 kleppen/cilinder                   | OHV 4 kleppen/cilinder                   | OHV 4 kleppen/cilinder                   | OHV 4 kleppen/cilinder                   | OHV 4 kleppen/cilinder                   |
| Bouwwijze              | Vloeistofgekoelde langsgeplaatste V-twin | Vloeistofgekoelde langsgeplaatste V-twin | Vloeistofgekoelde langsgeplaatste V-twin | Vloeistofgekoelde langsgeplaatste V-twin | Vloeistofgekoelde langsgeplaatste V-twin | Vloeistofgekoelde langsgeplaatste V-twin |
| Boring                 | 74 mm                                    | 74 mm                                    | 74 mm                                    | 74 mm                                    | 74 mm                                    | 74 mm                                    |
| Slag                   | 47,4 mm                                  | 47,4 mm                                  | 47,4 mm                                  | 47,4 mm                                  | 47,4 mm                                  | 47,4 mm                                  |
| Cilinderinhoud         | 396,8 cc                                 | 396,8 cc                                 | 396,8 cc                                 | 396,8 cc                                 | 396,8 cc                                 | 396,8 cc                                 |
| Carburateur(s)         | 2 × Keihin CV                            | 2 × Keihin CV                            | 2 × Keihin CV                            | 2 × Keihin CV                            | 2 × Keihin CV                            | 2 × Keihin CV                            |
| Ontsteking             | CDI                                      | CDI                                      | CDI                                      | CDI                                      |                                          | Transistor                               |
| Smeersysteem           | Wet-sump                                 | Wet-sump                                 | Wet-sump                                 | Wet-sump                                 | Wet-sump                                 | Wet-sump                                 |
| Compressieverhouding   | 10:1                                     | 10:1                                     | 10:1                                     | 10:1                                     | 10:1                                     | 10:1                                     |
| Max. Vermogen          | Onbekend                                 | Onbekend                                 | Onbekend                                 | Onbekend                                 | Onbekend                                 | Onbekend                                 |
| Topsnelheid            | 80 km/h                                  | 80 km/h                                  | 80 km/h                                  | 80 km/h                                  | 80 km/h                                  | 80 km/h                                  |
| Primaire aandrijving   | Tandwielen                               | Tandwielen                               | Tandwielen                               | Tandwielen                               | Tandwielen                               | Tandwielen                               |
| Koppeling              | Meervoudige natte plaat                  | Meervoudige natte plaat                  | Meervoudige natte plaat                  | Meervoudige natte plaat                  | Meervoudige natte plaat                  | Meervoudige natte plaat                  |
| Versnellingen          | 5                                        | 5                                        | 5                                        | 5                                        | 5                                        | 5                                        |
| Secundaire aandrijving | Cardanas                                 | Cardanas                                 | Cardanas                                 | Cardanas                                 | Cardanas                                 | Cardanas                                 |
| Rijwielgedeelte        | Brugframe                                | Brugframe                                | Brugframe                                | Brugframe                                |                                          | Ruggengraatframe                         |
| Voorvork               | Telescoopvork                            | Telescoopvork                            | Telescoopvork                            | Telescoopvork                            | Telescoopvork                            | Telescoopvork                            |
| Achtervork             | Swingarm                                 | Swingarm                                 | Swingarm                                 | Swingarm                                 |                                          | Pro Link                                 |
| Remmen                 | 1 Schijfrem voor, trommelrem achter      | 1 Schijfrem voor, trommelrem achter      | 1 Schijfrem voor, trommelrem achter      | 1 Schijfrem voor, trommelrem achter      |                                          | 2 Schijfremmen voor, 1 schijfrem achter  |
| Tankinhoud             | 17 Liter                                 | 17 Liter                                 |                                          | 11 Liter                                 |                                          | 19 Liter                                 |
| Droog gewicht          | 200 kg                                   | 200 kg                                   |                                          | 202 kg                                   |                                          | 208 kg                                   |